# Бруно Райгарт
Бруно Райгарт (нар. 18 січня 1943) — німецький кардіоторакальний хірург, який у 1981 році виконав першу у Німеччині успішну трансплантацію серця та першу комбіновану трансплантацію серця й легень у 1983 році.
У 1984 році він змінив Крістіана Барнарда у лікарні Groote Schuur у Кейптауні, з 1988 до 1990 рік очолював Міжнародне товариство трансплантації серця та легенів (ISHLT). Він повернувся до Мюнхена у 1990 році як директор клініки кардіохірургії Мюнхенського університету.
Він брав активну участь в експериментальних дослідженнях у сфері ксенотрансплантації, а з 2011 року став представником фінансованих досліджень трансплантації тканин й органів свиней приматам із командою ветеринарів, вірусологів, клініцистів, юристів й фахівців з етики.

## Молодість й освіта
Бруно Райгарт народився у Відні у 1943 році та виріс в Інгольштадті. Він вивчав медицину в Університеті Ерлангена-Нюрнберга та Мюнхенському університеті, і здобув ступінь доктора медичних наук у 1968 році, після чого став медичним асистентом у Першій гінекологічній клініці Мюнхенського університету, хірургічне відділення міської лікарні Мюнхен-Гарлагінг і медична клініка Мюнхенського університету.

## Рання хірургічна кар'єра
З 1971 до 1973 рік Райгарт працював асистентом хірурга під керівництвом хірурга Рудольфа Ценкера та протягом року був призначений кардіологом у Мемфісі, штат Теннессі, де він зосереджувався на судинній хірургії.
Після повернення до Мюнхена у 1974 році Райгарт розпочав оперувати у клініці кардіохірургії Мюнхенського університету. У 1977 році він став її старшим лікарем, а через рік пройшов габілітацію на тему «Механічна підтримка гострої правосерцевої недостатності» та став кардіоторакальним хірургом у 1978 році.

### Трансплантація серця 1981 рік
19 серпня 1981 року Райгарт виконав першу у Німеччині успішну трансплантацію серця. Раніше цю процедуру провели у 1969 році: проведено дві трансплантації серця, але обидві вони були невдалими, один пацієнт помер через два дні після операції від коронарного тромбозу. У 1981 році Рейгарт здійснив пересадку 32-річному пацієнту, який пережив серцевий напад роком раніше та мав серйозні порушення функції лівого шлуночка. До пересадки серця пацієнт також мав великий тромб у легенях, гостру серцеву недостатність і виразку шлунка. 23-річний донор загинув у ДТП за десять днів до трансплантації. Азатіоприн, кортизон й антитимоцитарний глобулін використовувались як імунодепресанти, які через відторгнення замінили на циклоспорин А через три тижні після операції. Пацієнта виписали з лікарні на Різдво 1981 року.
З 1978 до 1982 рік він обіймав різні професорські посади, зокрема в університетах Бостона, Бірмінгема, Мілуокі, Парижа та Стенфорда.
Протягом наступних трьох років було проведено понад двадцять процедур трансплантації серця. Під його керівництвом протягом 40 років у Мюнхенському університеті було проведено понад 1000 трансплантацій серця.

### Комбінована трансплантація серце-легені, 1983 рік
13 лютого 1983 року Райгарт першим у Німеччині виконав комбіновану трансплантацію серця й легень. Пацієнту було 27 років, він був прикутий до ліжка з важкою легеневою гіпертензією та захворюваннями печінки та нирок. На три роки молодший донор помер напередодні від тромбу в мозку. Після комбінованої трансплантації серця й легенів пацієнт помер через десять днів. Того ж року Райгарт отримав призначення професором Мюнхенського університету.

## Пізніше хірургічна кар'єра
У 1984 році він став кардіохірургом у південноафриканській лікарні у Кейптауні, змінивши на цій посаді Крістіана Барнарда. Його дослідження павіанів і зелених мавп були припинені через проблеми з прийняттям їх суспільством й університетами.
У 1990 році він повернувся до Мюнхена очолив клініку кардіохірургії Мюнхенського університету.

### Ксенотрансплантація
У 2011 році він став представником фінансованих досліджень трансплантації тканин й органів свиней приматам, очолюючи групу, яка розробляє трансгенних свиней.
Для запобігання гіпергострого відторгнення та порушення згортання крові, деякі гени свиней замінюють певними генами людини. Це фінансоване Німецьким дослідницьким фондом (DFG) дослідження «Біологія ксеногенної трансплантації клітин, тканин і органів — від фундаментальних досліджень до клінічного застосування» включало співпрацю з ветеринарами, вірусологами, клініцистами, юристами та фахівцями з етики.
Під час святкування свого 75-річчя у 2018 році він припускав, що пройде щонайменше три роки, перш ніж першій людині імплантують серце свині. Він прагне побачити, що «трансплантовані тканини й органи у майбутньому будуть генетично запрограмовані на перенесення імуносупресивної молекули на всі свої клітини, так що буде потрібно навіть менше відповідних ліків — або, можливо, не буде потрібно взагалі».

## Нагороди та відзнаки
Райгарт був президентом ISHLT з 1988 до 1990 рік, який нагородив його Піонерською нагородою за його роботу у хірургії серця у Мюнхені на 35-й щорічній зустрічі у 2015 році. Є почесним членом товариства.

## Вибіркові публікації

### Книги
- Crossing the Borders in Heart Surgery: Simple Thoughts, Університет Кейптауна, 1985, ISBN 9780799209723.

### Статті
- Reichart, B; Guethoff, S; Brenner, P; Poettinger, T; Wolf, E; Ludwig, B; Kind, A; Mayr, T; Abicht, JM (2015). Xenotransplantation of Cells, Tissues, Organs and the German Research Foundation Transregio Collaborative Research Centre 127. Adv Exp Med Biol. Advances in Experimental Medicine and Biology. 865: 143—55. doi:10.1007/978-3-319-18603-0_9. ISBN 978-3-319-18602-3. PMID 26306448.
- Reichart, B; Schroth, U; Jauch, KW (2017). Allocation of Organs Should be Based on the Current Status of Medical Science. Transplantation. 101 (8): e283—e284. doi:10.1097/TP.0000000000001800. PMC 5542785. PMID 28437287.